# Кататония
Кататония е форма на шизофренията с психичен и моторен дисбаланс. Описана е първоначално от Карл Калбаум през 1874. В книгата Diagnostic and Statistical Manual of Mental Disorders на Американската психиатрична асоциация е описана като разделителен дисбаланс, но се отнася към шизофренията (кататонна форма), биполярни дисбаланси, посттравматичен стресов дисбаланс, депресия и други умствени разстройства, причинени от свръхдоза на алкохол, дрога; преживени трагедии и т.н. Може да бъде видяна и в други психични разстройства (като например енцефалит) и други. Може да бъде кататонно възбуждане и кататонен ступор.